# Ruta de Illinois 53
La Ruta de Illinois 53, y abreviada IL 53 (en inglés: Illinois Route 53) es una carretera estatal estadounidense ubicada en el estado de Illinois. La carretera inicia en el sur desde la I 55     en Gardner hacia el norte en la IL 83     en Long Grove. La carretera tiene una longitud de 132 km (82.02 mi).

## Mantenimiento
Al igual que las autopistas interestatales, y las rutas federales y el resto de carreteras estatales, la Ruta de Illinois 53 es administrada y mantenida por el Departamento de Transporte de Illinois por sus siglas en inglés IDOT.